# 스다역
스다역(일본어: 隅田駅, すだえき)은 일본 와카야마현 하시모토시에 있는 서일본 여객철도의 철도역이다.

## 역 구조
상대식 승강장, 2면 2선 구조의 지상역이다. 교행 시설이 갖추어져 있다. 역사는 상행 승강장 쪽에 있으며, 하행 승강장과는 과선교로 연결되어 있다.

### 승강장
| 1 | ■ 와카야마 선 | 고조 · 오지 방면         |
| 2 | ■ 와카야마 선 | 하시모토 · 와카야마 방면 |

## 역세권 정보
- 스다하치만 신사

## 역사
- 1898년 4월 11일 - 기와 철도가 고조역 ~ 야마토후타미역 ~ 하시모토역 구간을 개통함과 동시에 개업.
- 1907년 10월 1일 - 국유화에 따라 일본국유철도의 소속이 되었다.
- 1987년 4월 1일 - 민영화에 따라 서일본 여객철도의 소속이 되었다.

## 인접역
| 서일본 여객철도 와카야마 선 | 서일본 여객철도 와카야마 선 | 서일본 여객철도 와카야마 선 |
| --------------------------- | --------------------------- | --------------------------- |
| 야마토후타미 오지 방면      | ■ 와카야마 선               | 시모효고 와카야마 방면      |